# Dębe Wielkie (gmina)
Dębe Wielkie – gmina wiejska w województwie mazowieckim, w powiecie mińskim. W latach 1975–1998 gmina położona była w województwie siedleckim.
Siedziba gminy to Dębe Wielkie. Dawniej siedzibą gminy Dębe Wielkie był Pustelnik.
Według danych z 23 września 2013 r. gminę zamieszkiwało 9259 osób. W 2015 gmina miała 9474 mieszkańców.
5 października 1973 z gminy  Dębe Wielkie wyłączono miejscowość Walercin-Kolonia i włączono do gminy Stanisławów.

## Struktura powierzchni
Według danych z roku 2007 gmina Dębe Wielkie ma obszar 77,88 km², w tym:
- użytki rolne: 68,9%
- użytki leśne: 22,4%
- wody: 4,4%
- nieużytki: 1,3%

Gmina stanowi 6,69% powierzchni powiatu.

## Demografia

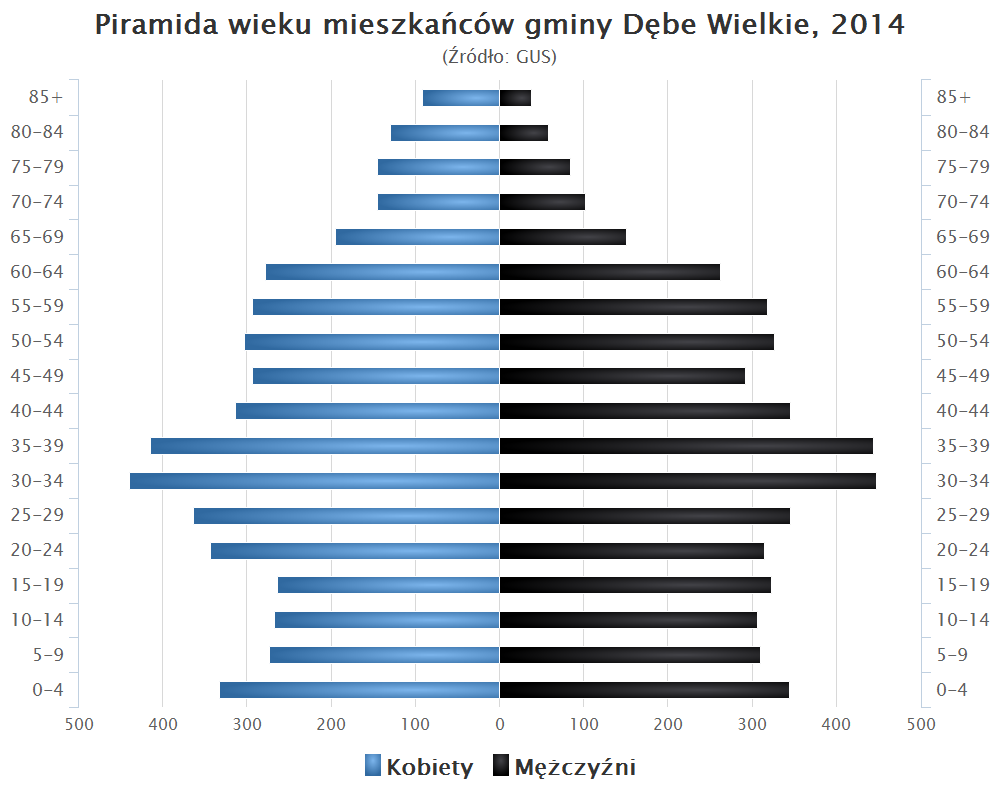
Piramida wieku mieszkańców gminy Dębe Wielkie w 2014 roku

Dane z 30 czerwca 2004:
| Opis                              | Ogółem | Ogółem | Kobiety | Kobiety | Mężczyźni | Mężczyźni |
| --------------------------------- | ------ | ------ | ------- | ------- | --------- | --------- |
| jednostka                         | osób   | %      | osób    | %       | osób      | %         |
| populacja                         | 8134   | 100    | 4107    | 50,5    | 4027      | 49,5      |
| gęstość zaludnienia (mieszk./km²) | 104,4  | 104,4  | 52,7    | 52,7    | 51,7      | 51,7      |

## Sołectwa
Aleksandrówka, Bykowizna - Choszczak, Celinów, Choszczówka Dębska, Choszczówka Rudzka, Choszczówka Stojecka, Chrośla (sołectwa Chrośla Północ, Chrośla Południe), Cięciwa Cezarów, Cyganka, Dębe Wielkie (sołectwa Dębe Wielkie Centrum, Dębe Wielkie Północ, Dębe Wielkie Południe, Dębe Wielkie Wschód, Dębe Wielkie Zachód), Gorzanka, Górki, Jędrzejnik, Kąty Goździejewskie Pierwsze, Kąty Goździejewskie Drugie, Kobierne, Olesin, Ostrów-Kania, Poręby, Ruda, Rysie, Teresław, Walercin.
Miejscowością podstawową bez statusu sołectwa jest Nowy Walercin.

## Sąsiednie gminy
Halinów, Mińsk Mazowiecki, Stanisławów, Wiązowna, miasto Zielonka